# Marta Rebzda
Marta Rebzda – dziennikarka, autorka słuchowisk, współautorka powieści radiowej "Matysiakowie", laureatka BBC Audio Drama Awards 2024w kategorii „Best European Drama” za słuchowisko "To słowo" (reż. Waldemar Modestowicz).
Absolwentka Wydziału Dziennikarstwa i Nauk Politycznych Uniwersytetu Warszawskiego, podyplomowych „Tekstów współczesnej kultury” na Wydziale Polonistyki Uniwersytetu Warszawskiego oraz „Kursu Kreatywnego Pisania” w Polskiej Akademii Nauk. Od 1992r. pracowała w agencji reklamowej Grey Warszawa, później w ITI/McCann-Erickson. Od 1997 r. w Magazyn Ekspresu Reporterow TVP, później w Wizjerze TVN. Od 2001 r. producentka TV programu na żywo „Big Brother". Ze Studiem Reportażu i Dokumentu Polskiego Radia związana w latach 2011–2016. Od 2020 r. kierowniczka literacka w Teatrze Polskiego Radia. Obecnie Kierowniczka Działu Projektów Kulturalnych i Komunikacji w Żydowski Instytut Historyczny 

## Słuchowiska w Teatrze Polskiego Radia
- "Libertango"[3], Program 1 Polskiego Radia, reż. J. Kukuła, 2015
- "Do gwiazd"[4], Program 1 Polskiego Radia, reż. W. Modestowicz, 2015
- "Dziewczynka"[5], Program 1 Polskiego Radia, reż. W. Modestowicz, 2018
- "Żaba"[6], Program 1 Polskiego Radia, reż. W. Modestowicz, 2018
- "Kto się nie schowa, ten kryje"[7], Program 1 Polskiego Radia, reż. W. Modestowicz, 2018
- "Kropla deszczu w ciemnym oceanie"[8], Program 1 Polskiego Radia, reż. W. Modestowicz, 2019
- "Płyń, kapitanie, płyń"[9], Program 1 Polskiego Radia, reż. W. Modestowicz, 2019
- "Chaja i Chaim. Opowieść o dwóch liściach"[10], Program 1 Polskiego Radia, reż. W. Modestowicz, 2020
- "Kwarantanna"[11], Program 1 Polskiego Radia, reż. W. Modestowicz, 2020
- "Popsute"[12], Program 1 Polskiego Radia, reż. W. Modestowicz, 2020
- "Ktoś na panią czeka"[13], Program 1 Polskiego Radia, reż. W. Modestowicz, 2021
- "Dobro wraca podwójnie"[14], Program 1 Polskiego Radia, reż. W. Modestowicz, 2021
- "Bohiń" Tadeusza Konwickiego[15], adaptacja, Program 1 Polskiego Radia, reż. W. Modestowicz, 2021
- "Pozwól, że ci opowiem"[16], Program 1 Polskiego Radia, reż. W. Modestowicz, 2022
- "Kawałek umarłego świata"[17], Program 1 Polskiego Radia, reż. W. Modestowicz, 2022
- "To słowo"[18], Program 1 Polskiego Radia, reż. W. Modestowicz, 2022
- "Milczące między nami" Józefa Hena[19], adaptacja, Program 1 Polskiego Radia, reż. W. Modestowicz, 2023
- "Siostra Hioba"[20], Program 1 Polskiego Radia, reż. W. Modestowicz, 2023
- "Dwa pukle włosów"[21] Program 1 Polskiego Radia, reż. W. Modestowicz, 2024
- "Szosza" Isaaca Bashevisa Singera, adaptacja, Program 3 Polskiego Radia, reż. W. Modestowicz, 2024[22]
- "Kalwaria" Feliksa Falka, adaptacja, Program 1 Polskiego Radia, reż. W. Modestowicz, 2025

## Nagrody i wyróżnienia
- 2012 – nagroda w konkursie Tak!Pomagam za reportaż pt. „Matka Helena z Białorusi”[23][24]
- 2014 – nagroda na IX Polonijny Festiwalu  Multimediów "Polskie Ojczyzny 2014" za reportaż pt. „Słowo polskie w Ejszyszkach”[25]
- 2015 – nagroda jury oraz nagroda uczestników warsztatów za reportaż pt. „Jedność”[26] podczas konkursu Grand PiK
- 2017 – nominacja do Nagrody Newsweeka im. Teresy Torańskiej[27]oraz do nagrody Rady Programowej Polskiego Radia za rok 2017 za reportaż pt. „Za cenę życia”[28]
- 2017 – nagroda Stowarzyszenia Filmowców Katolickich za reportaż pt. „Światło, które nie gaśnie”[29]
- 2019 – nagroda za najlepszy oryginalny scenariusz słuchowiska na XIX Festiwalu Teatru Polskiego Radia i Teatru Telewizji Polskiej „Dwa Teatry” Sopot 2019 za utwór pt. „Żaba”[30] (reż. Waldemar Modestowicz)
- 2021 – nagroda za najlepszy oryginalny scenariusz słuchowiska na XX Festiwalu Teatru Polskiego Radia i Teatru Telewizji Polskiej „Dwa Teatry” Zamość 2021 za utwór pt. „Popsute”[31] (reż. Waldemar Modestowicz).
- 2021 – wyróżnienie specjalne konkursie Instytutu Pamięci Narodowej na najlepszą Audycję Historyczną Roku za słuchowisko "Dobro wraca podwójnie" w reż. Waldemara Modestowicza
- 2022 – pierwsze miejsce na UK International Audio Drama Festival w Canterbury za słuchowisko "Pozwól, że ci opowiem", reż. Waldemar Modestowicz[32]
- 2022 – Polsko-Niemiecka Nagroda Dziennikarska im. Tadeusza Mazowieckiego w kategorii radio za słuchowisko "Ktoś na panią czeka", reż. Waldemar Modestowicz[33]
- 2022 – nagroda za najlepszy oryginalny scenariusz słuchowiska na XXI Festiwalu Teatru Polskiego Radia i Teatru Telewizji Polskiej „Dwa Teatry” Zamość 2022 za utwór pt. „Dobro wraca podwójnie" (reż. Waldemar Modestowicz).
- 2023 – pierwsze miejsce na UK International Audio Drama Festival w Canterbury za słuchowisko "To słowo" (reż. Waldemar Modestowicz)[34].
- 2023 – słuchowisko "Pozwól, że ci opowiem" znalazło się w gronie trzech finalistów nominowanych do nagrody BBC Audio Drama Awards 2023[35] w kategorii "Best European Drama"
- 2024 – BBC Audio Drama Awards 2024 w kategorii "Best European Drama" za słuchowisko "To słowo" (reż. Waldemar Modestowicz)[36].
- 2024 – drugie miejsce na UK International Audio Drama Festival w Canterbury za słuchowisko "Siostra Hioba" (reż. Waldemar Modestowicz)[37]
- 2024 - Grand Prix na festiwalu "Dwa Teatry - Sopot 2024" za słuchowisko "Siostra Hioba" (reż. Waldemar Modestowicz)[38]
- 2025 - słuchowisko "Siostra Hioba" znalazło się w gronie trzech finalistów nominowanych do nagrody  BBC Audio Drama Awards 2025 w kategorii "Best European Drama"[39]
- 2025 - "Dwa pukle włosów" z nagrodą za najlepszą reżyserię dla Waldemara Modestowicza i nagrodą im. Krzysztofa Zaleskiego podczas festiwalu "Dwa Teatry - Sopot 2025".

Słuchowisko "Do gwiazd" jej autorstwa reprezentowało polską radiofonię na festiwalu Prix Italia i Prix Europa w 2016 r.,  "Dziewczynka" było nominowane do nagrody Prix Europa  w 2018r., "Kto się nie schowa, ten kryje" w 2019, "Popsute"  w 2021 r., a "Pozwól, że ci opowiem" otrzymało w 2022 r. nominację do nagrody Prix Europa oraz Phonurgia Nova.

## Publikacje
- "Dokument(alność) a kreacyjność artystycznych audycji radiowych autorstwa Katarzyny Michalak i Marty Rebzdy" – Joanna Bachura-Wojtasik i Kinga Sygizman (str. 187)[42]
- "Holokaust domaga się słów, nawet jeśli zmusza do milczenia” (A. Rosenfeld). Figury konceptualne w słuchowisku Kto się nie schowa, ten kryje autorstwa Marty Rebzdy. Słowo. Struktura – znaczenie – kontekst” –  Joannę Bachura-Wojtasik. Wydawnictwo Uniwersytetu Łódzkiego 2020[43]
- "Już nie Żydowica, a ocalona" – Kobiety w Holokauście z perspektywy radiowych narracji artystycznych, Joanna Bachura-Wojtasik, Eliza Matusiak. Wydawnictwo Uniwersytetu Łódzkiego 2022[44]
- "Teatr" 2/2021 – "Dobrzy ludzie" – Katarzyna Tokarska-Stangret[45]
- "Teatr" 3/2022 – "Kapsuła pamięci" – Dorota Jarząbek-Wasyl[46]
- "Audionomia" – "Barbara. Wilczyca z wyrwanym płodem*. O słuchowisku dokumentalnym Marty Rebzdy „Siostra Hioba” w reżyserii Waldemara Modestowicza[47] – Joanna Bachura-Wojtasik
- "Audionomia"[48] – I była miłość w Auschwitz… O słuchowisku dokumentalnym Marty Rebzdy “Dwa pukle włosów” w reżyserii Waldemara Modestowicza – Joanna Bachura-Wojtasik